# Mahaica-Berbice
Mahaica-Berbice ist eine nordöstliche Region in Guyana. Die Region grenzt im Norden an den Atlantischen Ozean, im Osten an die Region East Berbice-Corentyne, an die Region Upper Demerara-Berbice im Süden und die Region Demerara-Mahaica im Westen. In der Region gibt es die Städte Rosignol, Fort Wellington, Mahaicony und Helena. Der Mahaica fließt entlang der westlichen Grenze der Region, der Berbice entlang der östlichen Grenze. Die Flüsse Mahaicony und Abary fließen von Süd nach Nord.